# Asea-Graham

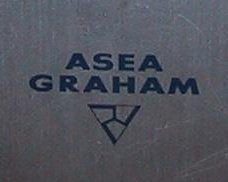
ASEA-Grahams logo

Asea-Graham var en stor svensk tillverkare av hissar under 1960-talet. De flesta svenska hissar från 1960-talet är tillverkade av Asea-Graham. Asea-Graham exporterade även hissar till andra länder. Det var hisstillverkarana Asea och Graham Brothers som gick samman 1961 och bildade Asea-Graham. 1968 blev det finska bolaget Kone delägare i bolaget. Från 1972 blev hissarna märkta Kone ASEA-Graham och från 1974 tog Kone över hela bolaget och sedan dess heter det KONE hissar AB.
Bland deras mest kända hissar finns hissarna i Fernsehturm i Berlin.
Asea-Graham har även tillverkat rulltrappor.